# Slivno (Dubrovnik-Neretva)
Pour les articles homonymes, voir Slivno.
Slivno est une municipalité située dans le comitat de Dubrovnik-Neretva, en Croatie. Au recensement de 2001, la municipalité comptait 2 078 habitants, dont 90,28 % de Croates et 5,20 % de Serbes.

## Localités
La municipalité de Slivno compte 18 localités :
| - Blace - Duba - Duboka - Klek - Komarna - Kremena - Lovorje - Lučina - Mihalj | - Otok - Pižinovac - Podgradina - Raba - Slivno Ravno - Trn - Tuštevac - Vlaka - Zavala |